# Festival Altaveu
El Festival Altaveu, también conocido como el  Festival de la Música i la Cançó de Sant Boi de Llobregat, es un festival de música que se celebra anualmente el mes de septiembre en San Baudilio de Llobregat desde 1989. En 2021 celebra su trigésimo segunda edición. Actualmente, a nivel estilístico, es un festival de línea abierta y plural, donde se mezclan artistas de renombre con autores locales, así como diversos estilos musicales a la vez. El Festival está organizado por el Ayuntamiento de San Baudilio de Llobregat. La media de asistencia es de unos 13.000 espectadores por edición.

## Historia
El Festival nació el año 1989 con la voluntad de reivindicar la canción de autor hecha en Cataluña. En estos 25 años han pasado por el Festival músicos con estilos tan diferentes como la música de autor, el pop-rock, músicas tradicionales i ètnicas, el jazz, la electrónica o el flamenco.
Han pasado por sus escenarios artistas com Ovidi Montllor, Lluís Llach, Maria del Mar Bonet, Albert Pla, Raimon, Joan Manel Serrat, Pau Riba, Jaume Sisa, Roger Mas, Carlos Cano, Adrià Puntí, Sopa de Cabra, Companyia Elèctrica Dharma, Lax'n'Busto, Loquillo, Paco Ibañez, Pedro Guerra, Ruper Ordorika, Georges Moustaki, Nick Lowe, Compay Segundo, Rachid Tahá, Siniestro Total, Kiko Veneno, Jabier Muguruza, Antonio Vega, Santiago Auserón, Manolo García, Astrud, Joana Serrat, Fundación Tony Manero, Kepa Junquera, Amparanoia, Ojos de brujo, Tomatito, Duquende, Remedios Amaya, Carmen Linares, Enrique Morente, Estrella Morente, Miguel Poveda,... entre muchos otros.

## Secciones
- Altaveu Emergent es una sección del Festival que combina música i nuevas tecnologías a partir de los grupos locales y comarcales, en colaboración con MusicLab de Citilab y la asociación musical Cultura F.[2]

- Altaveu Frontera es una sección competitiva de grupos revelación del panorama musical catalán. Los ganadores del concurso actuaran en directo en el  mismo Festival.[2]

## Premios Altaveu
Al comienzo del festival se entregan los Premios Altaveu, que reconocen a los artistas, entidades, trayectorias e iniciativas que de una manera destacada han enriquecido la música producida en Cataluña durante el año anterior. El jurado de los premios está formado por músicos, periodistas y profesionales del mundo de la música, junto a la organización del Festival.